# Copa Africana de Naciones Sub-17 de 2023
La Copa Africana de Naciones Sub-17 de 2023 fue la 15.ª edición de la Copa Africana de Naciones Sub-17 (20.ª edición si se incluyen los torneos sin anfitrión), el torneo bienal internacional de fútbol juvenil organizado por la Confederación Africana de Fútbol (CAF) para jugadores de 17 años o menos. En mayo de 2021, se decidió que el torneo sería organizado por Argelia. Se realizó entre el mes de abril y mayo. Esta fue la segunda edición de la Copa Africana de Naciones Sub-17 con el formato ampliado.
Los cuatro mejores equipos del torneo se clasificaron para la Copa Mundial de Fútbol Sub-17 de 2023 como representantes de la CAF.

## Equipos participantes
La CAF decidió en julio de 2017 que se cambiara el formato de la competición clasificatoria y se dividiera por zonas. Al final de la fase de clasificación, once equipos se unieron al anfitrión, Argelia.
En cursiva los debutantes en esta fase del torneo.
| Equipos participantes | Equipos participantes | Equipos participantes | Equipos participantes |
| --------------------- | --------------------- | --------------------- | --------------------- |
| Argelia               | Burkina Faso          | Camerún               | Congo                 |
| Malí                  | Marruecos             | Nigeria               | Senegal               |
| Somalia               | Sudáfrica             | Sudán del Sur         | Zambia                |

### Sorteo
El sorteo final se realizó el 1 de febrero de 2023 a las 12:00, hora local, (11:00 GMT), en el Cercle National de l'Armée en Argel, Argelia. Los 12 equipos fueron sorteados en 3 grupos, el anfitrión Argelia fue colocado automáticamente en el Grupo A.
| Bombo 1                                           | Bombo 2                | Bombo 3                                                   |
| ------------------------------------------------- | ---------------------- | --------------------------------------------------------- |
| Argelia (anfitrión, A1) Nigeria (B1) Camerún (C1) | Marruecos Senegal Malí | Congo Somalia Sudáfrica Zambia Burkina Faso Sudán del Sur |

## Sedes
Los estadios para esta edición del torneo fueron confirmados por la Federación Argelina de Fútbol en febrero de 2023, se jugó en tres sedes de tres ciudades argelinas: Argel, Constantina y Annaba.
| Estadio Nelson Mandela   | Estadio 19 de Mayo |
| Capacidad: 40 784        | Capacidad: 58 100  |
|                          |                    |
| Constantina              |                    |
| Estadio Mohamed Hamlaoui |                    |
| Capacidad: 40 000        |                    |
|                          |                    |

## Primera fase
Luego de una liguilla simple, a una sola rueda de partidos, pasaron a segunda ronda los equipos que ocuparon las posiciones primera, segunda de cada grupo y los dos mejores terceros.
En caso de empate en puntos en cualquiera de las posiciones, la clasificación se determinó siguiendo en orden los siguientes criterios:
- El resultado del enfrentamiento directo jugado entre los empatados.
- Diferencia de goles.
- Cantidad de goles marcados.
- Menor número de tarjetas rojas.
- Menor número de tarjetas amarillas.
- Por sorteo.

     – Clasificados a la fase final.
     – Clasificados a la fase final como mejores terceros.
Los horarios corresponden a la hora de Argelia (UTC+1).

### Grupo A
| Equipo  | Pts | PJ | PG | PE | PP | GF | GC | Dif |
| ------- | --- | -- | -- | -- | -- | -- | -- | --- |
| Senegal | 9   | 3  | 3  | 0  | 0  | 7  | 0  | 7   |
| Argelia | 4   | 3  | 1  | 1  | 1  | 3  | 4  | –1  |
| Congo   | 2   | 3  | 0  | 2  | 1  | 2  | 3  | –1  |
| Somalia | 1   | 3  | 0  | 1  | 2  | 1  | 6  | –5  |

| 29 de abril de 2023 | Argelia          | 2:0 (1:0) | Somalia | Estadio Nelson Mandela, Argel |                             |
| 20:00               | Anatouf 22', 51' | Reporte   |         | Árbitro(s): Patrice Mebiame   | Árbitro(s): Patrice Mebiame |

| 30 de abril de 2023 | Senegal          | 1:0 (0:0) | Congo | Estadio Nelson Mandela, Argel |                             |
| 14:00               | Fallou Diouf 77' | Reporte   |       | Árbitro(s): Akhona Makalima   | Árbitro(s): Akhona Makalima |

| 2 de mayo de 2023 | Argelia | 0:3 (0:1) | Senegal                                    | Estadio Nelson Mandela, Argel |                           |
| 17:00             |         | Reporte   | Amara Diouf 45+4', 61' (pen.) · Savané 86' | Árbitro(s): Jelly Chavani     | Árbitro(s): Jelly Chavani |

| 2 de mayo de 2023 | Congo      | 1:1 (1:1) | Somalia          | Estadio Nelson Mandela, Argel |                               |
| 20:00             | Nzouzi 58' | Reporte   | Dini Mohamed 32' | Árbitro(s): Vincentia Amedome | Árbitro(s): Vincentia Amedome |

| 5 de mayo de 2023 | Congo        | 1:1 (0:0) | Argelia     | Estadio Nelson Mandela, Argel |                              |
| 20:00             | Ndzoukou 66' | Reporte   | Anatouf 74' | Árbitro(s): Abdulsalam Kasim  | Árbitro(s): Abdulsalam Kasim |

| 5 de mayo de 2023 | Somalia | 0:3 (0:2) | Senegal                                                | Estadio Mohamed Hamlaoui, Constantina |                            |
| 20:00             |         | Reporte   | Mohamed 8' (a.g.) · Amara Diouf 33' · Diémé 88' (pen.) | Árbitro(s): Soro Tuonifere            | Árbitro(s): Soro Tuonifere |

### Grupo B
| Equipo    | Pts | PJ | PG | PE | PP | GF | GC | Dif |
| --------- | --- | -- | -- | -- | -- | -- | -- | --- |
| Marruecos | 6   | 3  | 2  | 0  | 1  | 4  | 2  | 2   |
| Nigeria   | 6   | 3  | 2  | 0  | 1  | 4  | 3  | 1   |
| Sudáfrica | 3   | 3  | 1  | 0  | 2  | 5  | 7  | –2  |
| Zambia    | 3   | 3  | 1  | 0  | 2  | 4  | 5  | –1  |

| 30 de abril de 2023 | Nigeria       | 1:0 (0:0) | Zambia | Estadio Mohamed Hamlaoui, Constantina |                           |
| 17:00               | F. Daniel 76' | Reporte   |        | Árbitro(s): Youcef Gamouh             | Árbitro(s): Youcef Gamouh |

| 30 de abril de 2023 | Marruecos                          | 2:0 (0:0) | Sudáfrica | Estadio Mohamed Hamlaoui, Constantina |                            |
| 20:00               | Ait Boudlal 73' (pen.) · Hanin 83' | Reporte   |           | Árbitro(s): Adalbert Diouf            | Árbitro(s): Adalbert Diouf |

| 3 de mayo de 2023 | Nigeria | 0:1 (0:1) | Marruecos        | Estadio Mohamed Hamlaoui, Constantina |                             |
| 17:00             |         | Reporte   | Ogboji 2' (a.g.) | Árbitro(s): Ousmane Diakate           | Árbitro(s): Ousmane Diakate |

| 3 de mayo de 2023 | Sudáfrica                       | 3:2 (2:2) | Zambia          | Estadio Mohamed Hamlaoui, Constantina |                                |
| 20:00             | Mkhawana 12', 31' · Dokunmu 76' | Reporte   | Mwanza 45', 48' | Árbitro(s): Elmabrouk Muhammad        | Árbitro(s): Elmabrouk Muhammad |

| 6 de mayo de 2023 | Sudáfrica                  | 2:3 (2:1) | Nigeria                                        | Estadio Mohamed Hamlaoui, Constantina |                              |
| 20:00             | Mkhawana 6' · Mabena 45+3' | Reporte   | Adah Agada 34' · Eke 46' · Idris Abdullahi 64' | Árbitro(s): Nyagrowa Dickens          | Árbitro(s): Nyagrowa Dickens |

| 6 de mayo de 2023 | Zambia                         | 2:1 (0:1) | Marruecos   | Estadio Nelson Mandela, Argel             |                                           |
| 20:00             | Malaya 73' · Mwanza 87' (pen.) | Reporte   | Ouazane 18' | Árbitro(s): Merveil Mandekouzou Vendafara | Árbitro(s): Merveil Mandekouzou Vendafara |

### Grupo C
| Equipo        | Pts           | PJ            | PG            | PE            | PP            | GF            | GC            | Dif           |
| ------------- | ------------- | ------------- | ------------- | ------------- | ------------- | ------------- | ------------- | ------------- |
| Malí          | 6             | 2             | 2             | 0             | 0             | 3             | 0             | 3             |
| Burkina Faso  | 3             | 2             | 1             | 0             | 1             | 2             | 2             | 0             |
| Camerún       | 0             | 2             | 0             | 0             | 2             | 1             | 4             | –3            |
| Sudán del Sur | Descalificado | Descalificado | Descalificado | Descalificado | Descalificado | Descalificado | Descalificado | Descalificado |

| 1 de mayo de 2023 | Camerún | Cancelado | Sudán del Sur | Estadio 19 de Mayo de 1956, Annaba |  |
| 17:00             |         | Reporte   |               |                                    |  |

| 1 de mayo de 2023 | Malí        | 1:0 (1:0) | Burkina Faso | Estadio 19 de Mayo de 1956, Annaba |                              |
| 20:00             | Doumbia 25' | Reporte   |              | Árbitro(s): Abdulsalam Kasim       | Árbitro(s): Abdulsalam Kasim |

| 4 de mayo de 2023 | Camerún | 0:2 (0:0) | Malí                      | Estadio 19 de Mayo de 1956, Annaba |                              |
| 17:00             |         | Reporte   | Barry 86' · Doumbia 90+5' | Árbitro(s): Bouchra Karboubi       | Árbitro(s): Bouchra Karboubi |

| 4 de mayo de 2023 | Burkina Faso | Cancelado | Sudán del Sur | Estadio 19 de Mayo de 1956, Annaba |  |
| 20:00             |              | Reporte   |               |                                    |  |

| 7 de mayo de 2023 | Burkina Faso  | 2:1 (0:0) | Camerún     | Estadio 19 de Mayo de 1956, Annaba |                             |
| 20:00             | Alio 76', 78' | Reporte   | Yondjio 61' | Árbitro(s): Mustapha Kechaf        | Árbitro(s): Mustapha Kechaf |

| 7 de mayo de 2023 | Sudán del Sur | Cancelado | Malí | Estadio Mohamed Hamlaoui, Constantina |  |
| 20:00             |               | Reporte   |      |                                       |  |

### Mejores terceros
Los resultados contra los últimos lugares de los grupos A y B no fueron tomados en cuenta para la elaboración de esta tabla.
| Equipo    | Gr | Pts | PJ | PG | PE | PP | GF | GC | Dif |
| --------- | -- | --- | -- | -- | -- | -- | -- | -- | --- |
| Congo     | A  | 1   | 2  | 0  | 1  | 1  | 1  | 2  | –1  |
| Sudáfrica | B  | 0   | 2  | 0  | 0  | 2  | 2  | 5  | –3  |
| Camerún   | C  | 0   | 2  | 0  | 0  | 2  | 1  | 4  | –3  |

## Fase final

### Cuadro de desarrollo
|  | Cuartos de final         | Cuartos de final    |                          |       | Semifinales  | Semifinales  |  |  | Final               | Final |
|  |                          |                     |                          |       |              |              |  |  |                     |       |
|  | 10 de mayo - Argel       |                     |                          |       |              |              |  |  |                     |       |
|  |                          |                     |                          |       |              |              |  |  |                     |       |
|  | Senegal                  | 5                   |                          |       |              |              |  |  |                     |       |
|  | Senegal                  | 5                   | 14 de mayo - Constantina |       |              |              |  |  |                     |       |
|  | Sudáfrica                | 0                   |                          |       |              |              |  |  |                     |       |
|  | Sudáfrica                | 0                   | Senegal                  | 1 (5) |              |              |  |  |                     |       |
|  | 11 de mayo - Argel       |                     | Senegal                  | 1 (5) |              |              |  |  |                     |       |
|  |                          | Burkina Faso        | 1 (4)                    |       |              |              |  |  |                     |       |
|  | Nigeria                  | Burkina Faso        | 1 (4)                    | 1     |              |              |  |  |                     |       |
|  | Nigeria                  |                     | 19 de mayo - Argel       | 1     |              |              |  |  |                     |       |
|  | Burkina Faso             | 2                   |                          |       |              |              |  |  |                     |       |
|  | Burkina Faso             | 2                   | Senegal                  | 2     |              |              |  |  |                     |       |
|  | 10 de mayo - Constantina |                     | Senegal                  | 2     |              |              |  |  |                     |       |
|  |                          | Marruecos           | 1                        |       |              |              |  |  |                     |       |
|  | Marruecos                | Marruecos           | 1                        | 3     |              |              |  |  |                     |       |
|  | Marruecos                | 14 de mayo - Annaba |                          | 3     |              |              |  |  |                     |       |
|  | Argelia                  | 0                   |                          |       |              |              |  |  |                     |       |
|  | Argelia                  | 0                   | Marruecos                | 0 (6) | Tercer lugar | Tercer lugar |  |  |                     |       |
|  | 11 de mayo - Annaba      |                     | Marruecos                | 0 (6) |              |              |  |  |                     |       |
|  |                          | Malí                | 0 (5)                    |       |              |              |  |  |                     |       |
|  | Malí                     | Malí                | 0 (5)                    | 3     | Burkina Faso | 2            |  |  |                     |       |
|  | Malí                     |                     |                          | 3     | Burkina Faso | 2            |  |  |                     |       |
|  | Congo                    | 0                   |                          | Malí  | 1            |              |  |  |                     |       |
|  | Congo                    | 0                   |                          |       | 1            |              |  |  |                     |       |
|  |                          |                     |                          |       |              |              |  |  | 18 de mayo - Annaba |       |
|  |                          |                     |                          |       |              |              |  |  |                     |       |

Los horarios corresponden a la hora de Argelia (UTC+1).

### Cuartos de final
| 10 de mayo de 2023 | Senegal                                                                 | 5:0 (3:0) | Sudáfrica | Estadio Nelson Mandela, Argel |                             |
| 17:00              | Renneck 36' (a.g.) · Wallace 39' (a.g.) · Sadio 44' · A. Diouf 54', 72' | Reporte   |           | Árbitro(s): Patrice Mebiame   | Árbitro(s): Patrice Mebiame |

| 10 de mayo de 2023 | Marruecos                     | 3:0 (1:0) | Argelia | Estadio Mohamed Hamlaoui, Constantina |                                |
| 20:00              | Ouazane 28', 57' · Chakir 87' | Reporte   |         | Árbitro(s): Muhammad Elmabrouk        | Árbitro(s): Muhammad Elmabrouk |

| 11 de mayo de 2023 | Malí                                    | 3:0 (2:0) | Congo | Estadio 19 de Mayo de 1956, Annaba |                            |
| 17:00              | Tia 7' · Doumbia 31' · Barry 56' (pen.) | Reporte   |       | Árbitro(s): Adalbert Diouf         | Árbitro(s): Adalbert Diouf |

| 11 de mayo de 2023 | Nigeria       | 1:2 (0:1) | Burkina Faso              | Estadio Nelson Mandela, Argel |                           |
| 20:00              | Abdullahi 67' | Reporte   | A. Camara 45', 67' (pen.) | Árbitro(s): Youcef Gamouh     | Árbitro(s): Youcef Gamouh |

### Semifinales
| 14 de mayo de 2023 | Senegal                                          | 1:1 (1:0) (5:4 p.)         | Burkina Faso                                    | Estadio Mohamed Hamlaoui, Constantina |                                |
| 17:00              | A. Fall 16'                                      | Reporte                    | Ouédraogo 83'                                   | Árbitro(s): Muhammad Elmabrouk        | Árbitro(s): Muhammad Elmabrouk |
|                    |                                                  | Tiros desde el punto penal |                                                 |                                       |                                |
|                    | Fallou Diouf · Dorival · Sow · Savane · A. Diouf |                            | Ouédraogo · Ouattara · Soré · Yaméogo · S. Alio |                                       |                                |

| 14 de mayo de 2023 | Marruecos                                                                             | 0:0 (6:5 p.)               | Malí                                                                   | Estadio 19 de Mayo de 1956, Annaba |                               |
| 20:00              |                                                                                       | Reporte                    |                                                                        | Árbitro(s): Abdulsalam Kassim      | Árbitro(s): Abdulsalam Kassim |
|                    |                                                                                       | Tiros desde el punto penal |                                                                        |                                    |                               |
|                    | Radouane · Maâli · Bakhty · Hamony · Ait Boudlal · Katiba · El Motaouakkel · Zahouani |                            | Tia · Simpara · S. Koné · Kanate · Diarra · Doumbia · Sanogo · G. Koné |                                    |                               |

### Tercer puesto
| 18 de mayo de 2023 | Burkina Faso                      | 2:1 (1:0) | Malí        | Estadio 19 de Mayo de 1956, Annaba |                           |
| 20:00              | O. Camara 26' (pen.) · Bougma 47' | Reporte   | Doumbia 58' | Árbitro(s): Youcef Gamouh          | Árbitro(s): Youcef Gamouh |

### Final
| 19 de mayo de 2023 | Senegal                              | 2:1 (0:1) | Marruecos       | Estadio Nelson Mandela, Argel |                             |
| 22:00              | Fallou Diouf 80' (pen.) · Savané 83' | Reporte   | Ait Boudlal 14' | Árbitro(s): Patrice Mebiame   | Árbitro(s): Patrice Mebiame |

|                             |
| Bandera de Senegal          |
| Campeón Senegal 1.er título |

## Clasificados a la Copa Mundial de Fútbol Sub-17 de 2023
Los siguientes 4 equipos se clasificaron para el torneo juvenil de la FIFA.
| Equipo       | Fecha              | Apariciones previas              |
| ------------ | ------------------ | -------------------------------- |
| Senegal      | 10 de mayo de 2023 | 1 (2019)                         |
| Marruecos    | 10 de mayo de 2023 | 1 (2013)                         |
| Malí         | 11 de mayo de 2023 | 5 (1997, 1999, 2001, 2015, 2017) |
| Burkina Faso | 11 de mayo de 2023 | 4 (1999, 2001, 2009, 2011)       |

## Goleadores
| Jugador                  | Selección    | Goles |
| ------------------------ | ------------ | ----- |
| Amara Diouf              | Senegal      | 5     |
| Mamadou Doumbia          | Malí         | 4     |
| Emannuel Mwanza          | Zambia       | 3     |
| Vicky Mkhawana           | Sudáfrica    | 3     |
| Zakaria Ouazane          | Marruecos    | 3     |
| Moslem Anatouf           | Argelia      | 3     |
| Souleymane Alio          | Burkina Faso | 2     |
| Mahamoud Barry           | Malí         | 2     |
| Mamadou Sawane           | Senegal      | 2     |
| Aboubacar Sidiki Camara  | Burkina Faso | 2     |
| Serigne Fallou Diouf     | Senegal      | 2     |
| Abubakar Idris Abdullahi | Nigeria      | 2     |
| Abdelhamid Ait Boudlal   | Marruecos    | 2     |